# Hergugney
Hergugney är en kommun i departementet Vosges i regionen Grand Est (tidigare regionen Lorraine) i nordöstra Frankrike. Kommunen ligger i kantonen Charmes som tillhör arrondissementet Épinal. År 2022 hade Hergugney 130 invånare.

## Befolkningsutveckling
Antalet invånare i kommunen Hergugney
| Referens: INSEE |